# 大場千亜妃
大場 千亜妃（おおば ちあき、1984年9月26日 - ）は、長崎県島原市出身で、長崎市を拠点に活動するローカルタレント、司会者、リポーター。

## 略歴
- 島原中央高等学校、活水女子大学卒業。高校時代は硬式野球部のマネージャー。
- 高等学校 国語教諭 2007年〜2009年

## 資格
- 高等学校国語科教員免許
- 中学校国語科教員免許
- ワープロ検定2級
- 漢字検定2級
- 書道7段

## 人物
- 島原生まれ。
- 島原中央高等学校時代は硬式野球部のマネージャーとして甲子園を目指した[1]。
- 2006年には[2]「感動ガール」をつとめ根っからの野球好きタレントである。
- 趣味は、DJ、「音楽は心の栄養です!」ときっぱりと言い切る。又日本史を追求することに関心があり、お寺巡りも大好き。
- 2007～2009年迄は高等学校の国語教諭を務めていた、この業界としては異色な経験の持ち主でもある。
- 「この年(27歳）になって、ディズニーランドで迷子に･･･一緒に行った妹からものすごく叱られました。実は5歳下の妹に頭が上がらない」という。

## 出演

### テレビ番組
【過去】
- NIB長崎国際テレビ 「金曜得生情報デジチラ☆」
- NCC長崎文化放送 「感動ガール 感動球場ダイジェストMC」
- NCC長崎文化放送 「清香園インフォメーション」
- NCC長崎文化放送 「キリシタンロードの旅」
- NCC長崎文化放送 「敏感パブ砂の嵐アシスタント」
- NCC長崎文化放送 「HOTスポット」
- Internet TV『ながさきよかよかTV 5ch』ながさきコンシェルジュ

### ラジオ番組
- NBC長崎放送「想い出の花束」－あの日、あの時、あのメロディー－（月曜－金曜18:00-18:10 なお、NBC[3]ラジオ佐賀では、月曜－木曜の同時間帯）